# Mariusz Lewandowski
Mariusz Lewandowski (Legnica, 18 mei 1979) is een voormalig profvoetballer uit Polen en momenteel trainer van Radomiak Radom.

## Clubcarrière
Lewandowski is een verdediger die zijn loopbaan begon bij Zagłębie Lubin. Tijdens de winterstop van het seizoen 1999–2000 maakte hij de overstap naar Dyskobolia Grodzisk, die op dat moment een desastreuze seizoensstart kenden. Desondanks slaagde Dyskobolia er toch nog in om zich te handhaven in de Ekstraklasa, onder andere door acht overwinningen op rij.
In 2001 werd Lewandowski getransfereerd naar Sjachtar Donetsk, waarmee hij al driemaal kampioen werd in de Vysjtsja Liha en tweemaal de Oekraïense voetbalbeker won. In 2010 stapte Lewandowski over naar het dan pas gepromoveerde FC Sebastopol waar hij zijn loopbaan in 2014 beëindigde.
In 2017 begon hij bij Zagłębie Lubin aan zijn eerste baan als hoofdtrainer. Eind oktober 2018 werd hij daar ontslagen.

## Interlandcarrière

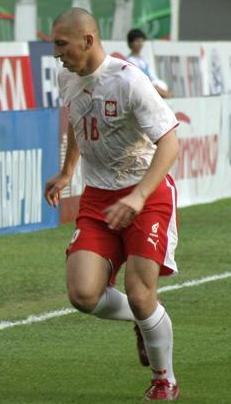
Lewandowski spelend voor Polen in 2007.

Lewandowski speelde zijn eerste interland voor Polen op 10 februari 2004 tegen Faeröer (1-2). Hij maakte deel uit van de selectie voor het WK voetbal 2006 en speelde in totaal 66 officiële interlands, waarin hij vijfmaal tot scoren kwam.
| Interlands van Mariusz Lewandowski voor Polen | Interlands van Mariusz Lewandowski voor Polen | Interlands van Mariusz Lewandowski voor Polen | Interlands van Mariusz Lewandowski voor Polen | Interlands van Mariusz Lewandowski voor Polen | Interlands van Mariusz Lewandowski voor Polen |
| №                                             | Datum                                         | Wedstrijd                                     | Uitslag                                       | Competitie                                    | Goals                                         |
| --------------------------------------------- | --------------------------------------------- | --------------------------------------------- | --------------------------------------------- | --------------------------------------------- | --------------------------------------------- |
| 1                                             | 10 Feb 2002                                   | Faeröer – Polen                               | 1–2                                           | Vriendschappelijk                             |                                               |
| 2                                             | 21 Aug 2002                                   | Polen – België                                | 1–1                                           | Vriendschappelijk                             |                                               |
| 3                                             | 07 Sep 2002                                   | San Marino – Polen                            | 0–2                                           | EK-kwalificatie                               |                                               |
| 4                                             | 12 Oct 2002                                   | Polen – Letland                               | 0–1                                           | EK-kwalificatie                               |                                               |
| 5                                             | 16 Oct 2002                                   | Polen – Nieuw-Zeeland                         | 2–0                                           | Vriendschappelijk                             |                                               |
| 6                                             | 20 Aug 2003                                   | Estland – Polen                               | 1–2                                           | Vriendschappelijk                             |                                               |
| 7                                             | 06 Sep 2003                                   | Letland – Polen                               | 0–2                                           | EK-kwalificatie                               |                                               |
| 8                                             | 10 Sep 2003                                   | Polen – Zweden                                | 0–2                                           | EK-kwalificatie                               |                                               |
| 9                                             | 11 Oct 2003                                   | Hongarije – Polen                             | 1–2                                           | EK-kwalificatie                               |                                               |
| 10                                            | 12 Nov 2003                                   | Polen – Italië                                | 3–1                                           | Vriendschappelijk                             |                                               |
| 11                                            | 16 Nov 2003                                   | Polen – Servië en Montenegro                  | 4–3                                           | Vriendschappelijk                             |                                               |
| 12                                            | 18 Feb 2004                                   | Polen – Slovenië                              | 2–0                                           | Vriendschappelijk                             |                                               |
| 13                                            | 31 Mar 2004                                   | Polen – Verenigde Staten                      | 0–1                                           | Vriendschappelijk                             |                                               |
| 14                                            | 28 Apr 2004                                   | Polen – Ierland                               | 0–0                                           | Vriendschappelijk                             |                                               |
| 15                                            | 05 Jun 2004                                   | Zweden – Polen                                | 3–1                                           | Vriendschappelijk                             |                                               |
| 16                                            | 18 Aug 2004                                   | Polen – Denemarken                            | 1–5                                           | Vriendschappelijk                             |                                               |
| 17                                            | 04 Sep 2004                                   | Noord-Ierland – Polen                         | 0–3                                           | WK-kwalificatie                               |                                               |
| 18                                            | 08 Sep 2004                                   | Polen – Engeland                              | 1–2                                           | WK-kwalificatie                               |                                               |
| 19                                            | 15 Aug 2005                                   | Polen – Servië en Montenegro                  | 3–2                                           | Vriendschappelijk                             |                                               |
| 20                                            | 17 Aug 2005                                   | Israël – Polen                                | 2–3                                           | Vriendschappelijk                             |                                               |
| 21                                            | 07 Oct 2005                                   | Polen – IJsland                               | 3–2                                           | Vriendschappelijk                             |                                               |
| 22                                            | 12 Oct 2005                                   | Engeland – Polen                              | 2–1                                           | WK-kwalificatie                               |                                               |
| 23                                            | 16 Nov 2005                                   | Polen – Estland                               | 3–1                                           | Vriendschappelijk                             | Goal                                          |
| 24                                            | 02 May 2006                                   | Polen – Litouwen                              | 0–1                                           | Vriendschappelijk                             |                                               |
| 25                                            | 03 Jun 2006                                   | Kroatië – Polen                               | 0–1                                           | Vriendschappelijk                             |                                               |
| 26                                            | 14 Jun 2006                                   | Duitsland – Polen                             | 1–0                                           | WK-eindronde                                  |                                               |
| 27                                            | 20 Jun 2006                                   | Costa Rica – Polen                            | 1–2                                           | WK-eindronde                                  |                                               |
| 28                                            | 06 Sep 2006                                   | Polen – Servië                                | 1–1                                           | EK-kwalificatie                               |                                               |
| 29                                            | 07 Oct 2006                                   | Kazachstan – Polen                            | 0–1                                           | EK-kwalificatie                               |                                               |
| 30                                            | 11 Oct 2006                                   | Polen – Portugal                              | 2–1                                           | EK-kwalificatie                               |                                               |
| 31                                            | 07 Feb 2007                                   | Polen – Slowakije                             | 2–2                                           | Vriendschappelijk                             |                                               |
| 32                                            | 24 Mar 2007                                   | Polen – Azerbeidzjan                          | 5–0                                           | EK-kwalificatie                               |                                               |
| 33                                            | 28 Mar 2007                                   | Polen – Armenië                               | 1–0                                           | EK-kwalificatie                               |                                               |
| 34                                            | 02 Jun 2007                                   | Azerbeidzjan – Polen                          | 1–3                                           | EK-kwalificatie                               |                                               |
| 35                                            | 06 Jun 2007                                   | Armenië – Polen                               | 1–0                                           | EK-kwalificatie                               |                                               |
| 36                                            | 22 Aug 2007                                   | Rusland – Polen                               | 2–2                                           | Vriendschappelijk                             |                                               |
| 37                                            | 08 Sep 2007                                   | Portugal – Polen                              | 2–2                                           | EK-kwalificatie                               | Goal                                          |
| 38                                            | 12 Sep 2007                                   | Finland – Polen                               | 0–0                                           | EK-kwalificatie                               |                                               |
| 39                                            | 13 Oct 2007                                   | Polen – Kazachstan                            | 3–1                                           | EK-kwalificatie                               |                                               |
| 40                                            | 17 Oct 2007                                   | Polen – Hongarije                             | 0–1                                           | Vriendschappelijk                             |                                               |
| 41                                            | 17 Nov 2007                                   | Polen – België                                | 2–0                                           | EK-kwalificatie                               |                                               |
| 42                                            | 21 Nov 2007                                   | Servië – Polen                                | 2–2                                           | EK-kwalificatie                               |                                               |
| 43                                            | 06 Feb 2008                                   | Polen – Tsjechië                              | 2–0                                           | Vriendschappelijk                             | Goal                                          |
| 44                                            | 26 Mar 2008                                   | Polen – Verenigde Staten                      | 0–3                                           | Vriendschappelijk                             |                                               |
| 45                                            | 26 May 2008                                   | Macedonië – Polen                             | 1–1                                           | Vriendschappelijk                             |                                               |
| 46                                            | 27 May 2008                                   | Albanië – Polen                               | 0–1                                           | Vriendschappelijk                             |                                               |
| 47                                            | 01 Jun 2008                                   | Polen – Denemarken                            | 1–1                                           | Vriendschappelijk                             |                                               |
| 48                                            | 08 Jun 2008                                   | Duitsland – Polen                             | 2–0                                           | WK-eindronde                                  |                                               |
| 49                                            | 12 Jun 2008                                   | Oostenrijk – Polen                            | 1–1                                           | WK-eindronde                                  |                                               |
| 50                                            | 16 Jun 2008                                   | Kroatië – Polen                               | 1–0                                           | WK-eindronde                                  |                                               |
| 51                                            | 20 Aug 2008                                   | Oekraïne – Polen                              | 1–0                                           | Vriendschappelijk                             |                                               |
| 52                                            | 06 Sep 2008                                   | Polen – Slovenië                              | 1–1                                           | WK-kwalificatie                               |                                               |
| 53                                            | 10 Sep 2008                                   | San Marino – Polen                            | 0–2                                           | WK-kwalificatie                               |                                               |
| 54                                            | 11 Oct 2008                                   | Polen – Tsjechië                              | 2–1                                           | WK-kwalificatie                               |                                               |
| 55                                            | 15 Oct 2008                                   | Slowakije – Polen                             | 2–1                                           | WK-kwalificatie                               |                                               |
| 56                                            | 19 Nov 2008                                   | Ierland – Polen                               | 2–3                                           | Vriendschappelijk                             | Goal                                          |
| 57                                            | 11 Feb 2009                                   | Wales – Polen                                 | 0–1                                           | Vriendschappelijk                             |                                               |
| 58                                            | 28 Mar 2009                                   | Noord-Ierland – Polen                         | 3–2                                           | WK-kwalificatie                               |                                               |
| 59                                            | 01 Apr 2009                                   | Polen – San Marino                            | 10–0                                          | WK-kwalificatie                               | Goal                                          |
| 60                                            | 12 Aug 2009                                   | Polen – Griekenland                           | 2–0                                           | Vriendschappelijk                             |                                               |
| 61                                            | 05 Sep 2009                                   | Polen – Noord-Ierland                         | 1–1                                           | WK-kwalificatie                               |                                               |
| 62                                            | 09 Sep 2009                                   | Slovenië – Polen                              | 3–0                                           | WK-kwalificatie                               |                                               |
| 63                                            | 10 Oct 2009                                   | Tsjechië – Polen                              | 2–0                                           | WK-kwalificatie                               |                                               |
| 64                                            | 14 Oct 2009                                   | Polen – Slowakije                             | 0–1                                           | WK-kwalificatie                               |                                               |
| 65                                            | 11 Oct 2013                                   | Oekraïne – Polen                              | 1–0                                           | WK-kwalificatie                               |                                               |
| 66                                            | 15 Oct 2013                                   | Engeland – Polen                              | 2–0                                           | WK-kwalificatie                               |                                               |

## Statistieken

### Carrière
| seizoen                 | club                    | land                    | competitie    | duels | goals |
| ----------------------- | ----------------------- | ----------------------- | ------------- | ----- | ----- |
| 1996-1997               | Zagłębie Lubin          | Vlag van Polen          | Ekstraklasa   | 1     | 0     |
| 1997-1998               | Zagłębie Lubin          | Vlag van Polen          | Ekstraklasa   | 11    | 0     |
| 1998-1999               | Zagłębie Lubin          | Vlag van Polen          | Ekstraklasa   | 21    | 0     |
| 1999-2000               | Zagłębie Lubin          | Vlag van Polen          | Ekstraklasa   | 3     | 0     |
| 1999-2000               | Dyskobolia Grodzisk     | Vlag van Polen          | Ekstraklasa   | 14    | 0     |
| 2000-2001               | Dyskobolia Grodzisk     | Vlag van Polen          | Ekstraklasa   | 26    | 2     |
| 2001-2002               | Sjachtar Donetsk        | Vlag van Oekraïne       | Vysjtsja Liha | 11    | 1     |
| 2002-2003               | Sjachtar Donetsk        | Vlag van Oekraïne       | Vysjtsja Liha | 24    | 4     |
| 2003-2004               | Sjachtar Donetsk        | Vlag van Oekraïne       | Vysjtsja Liha | 27    | 5     |
| 2004-2005               | Sjachtar Donetsk        | Vlag van Oekraïne       | Vysjtsja Liha | 25    | 2     |
| 2005-2006               | Sjachtar Donetsk        | Vlag van Oekraïne       | Vysjtsja Liha | 20    | 1     |
| 2006-2007               | Sjachtar Donetsk        | Vlag van Oekraïne       | Vysjtsja Liha | 18    | 4     |
| 2007-2008               | Sjachtar Donetsk        | Vlag van Oekraïne       | Vysjtsja Liha | 18    | 1     |
| 2008-2009               | Sjachtar Donetsk        | Vlag van Oekraïne       | Vysjtsja Liha | 16    | 1     |
| 2009-2010               | Sjachtar Donetsk        | Vlag van Oekraïne       | Vysjtsja Liha | 14    | 2     |
| 2010-2011               | FC Sebastopol           | Vlag van Oekraïne       | Vysjtsja Liha | 25    | 5     |
| 2011-2012               | FC Sebastopol           | Vlag van Oekraïne       | Persja Liha   | 7     | 2     |
| 2012-2013               | FC Sebastopol           | Vlag van Oekraïne       | Persja Liha   | 28    | 4     |
| 2013-2014               | FC Sebastopol           | Vlag van Oekraïne       | Vysjtsja Liha | 16    | 2     |
| Bijgewerkt 6 maart 2017 | Bijgewerkt 6 maart 2017 | Bijgewerkt 6 maart 2017 | Totaal        | 324   | 36    |

### Erelijst
- Oekraïens landskampioen: 2002, 2005, 2006
- Oekraïens bekerwinnaar: 2002, 2004
- Oekraïense supercup: 2005
- Pools voetballer van het jaar: 2009

### Interlands
| WK-statistieken              | Club             | Positie    | W |   |   | D | A |   |   |   |
| ---------------------------- | ---------------- | ---------- | - | - | - | - | - | - | - | - |
| Polen op het WK voetbal 2006 | Sjachtar Donetsk | Verdediger | 2 | 2 | 0 | 0 | 0 | 0 | 0 | 0 |